# Марыйский историко-краеведческий музей
Марыйский историко-краеведческий музе́й (туркм. Mary muzeýi) — музей Мары. Экспозиция музея отражает историю и культуру Мары с древнейших времен до наших дней и уникальна по численности и содержанию экспонатов.

## Описание и история музея
Музей был создан в 1968 году как Марыйский историко-революционный музей. Первая экспозиция была открыта в 1974 году.
Расположен в центре города в большом трёхэтажном здании из белого мрамора и цветного гранита, построенном в 2010 году. Здание оборудовано шестью выставочными залами, конференц-залом, служебными кабинетами, хранилищами, реставрационными лабораториями.

## Экспозиция
Фонд музея насчитывает около сорока тысяч экспонатов. Это картины на историческую тематику, «восточные» миниатюры, гобелены, графики, керамики и скульптуры, старинная национальная одежда, туркменские ковры, ювелирные изделия из серебра, домашняя утварь, музыкальные инструменты, древнее оружие, старинные рукописи, документы по истории края, образцы всех видов флоры и фауны Марыйского велаята.
В отдельном зале представлена коллекция археологических находок, большую часть которой составляют экспонаты из древней страны Маргуш, полученные в результате раскопок Российско-Туркменской Маргианской экспедиции под руководством известного археолога Виктора Сарианиди. Здесь хранится одна из самых богатых коллекций печатей и амулетов, насчитывающая несколько сотен экземпляров, полученных из научных раскопок этой страны. Уникальный экспонат — так называемая «дарохранительница» из царской гробницы Гонур-депе, украшенная каменной мозаикой с полихромной живописью. Один из наиболее популярных экспонатов исторического музея — ларец, украшенный мозаикой из слоновой кости, датируемый концом III тысячелетия до нашей эры, переданный экспедицией в фонд музея.